# 罗德城
罗德城（Road Town）是英国海外领地英属维尔京群岛首府，也是群岛上最大的城镇，位于托尔托拉岛。该城坐落于岛上南岸中部马蹄状罗德港边上。2004年罗德城的总人口9,400 。
该城市的名字来源于航海术语泊地（Roadstead），意思就是一个比港口较为开敞的抛锚地。Wickham's Cay是一片面积为28公顷的新开发区 ，由两个填海区和一个游艇停泊港组成。这个游艇停泊港使罗德城成为了游艇出租的天堂和旅游业的中心。同时，这里是该城市最新的地区，也是新型商业机构和英属维尔京群岛行政机构的集聚地。位于Main大街的女皇陛下监狱是罗德城最古老的建筑，其历史可以追溯到1840年。

## 交通与旅游业
罗德城是加勒比海一个主要的游艇包租空船的服务中心，游船出租行业发达。邮轮也会经常光顾此地。此外，罗德城港也是一个知名的蹦极旅游地。
罗德港是英属维尔京群岛的主要港口，由一系列码头组成，在此处设有海关。这个深水港能够停泊和处理各种邮轮。
罗德城的渡轮总站位于西南端。渡轮每天白天都会运行，提供到美属维尔京群岛首府夏洛特阿马利亚及其他地方的连接服务。但晚上一般没有渡轮运行。
位于牛肉岛的泰伦斯·B·利尔森国际机场（IATA代码：EIS）为罗德城的服务机场，该机场也是群岛里面唯一的一个主要机场。该机场大多数都是前往美属维尔京群岛，波多黎各和其他加勒比海岛屿的短途航班，只有少数长途航班能够抵达美国。
在托尔托拉岛岛上运营的公共汽车车辆主要为中巴。另外还有一种经装过的带有横椅和顶棚的开敞式汽车，被当地人称为“safaris”。搭乘公共汽车出行较出租车便宜，这也是在岛上旅行或者前往机场的一种比较好的选择。

## 历史
1834年，大英帝国的奴隶解放宣言（Proclamation of Emancipation）在托尔托拉岛上的Sunday Morning Well公开宣告。岛上的奴隶获得了自由。
1853年，一场城市大火几乎摧毁了罗德城所有的建筑，其原因是一些暴乱者抗议增收“牛税”。最终，这些暴乱者在岛上许多种植园放火，造成了大火的蔓延。

## 图片
- Inland portion of the Waterfront Drive, in Road Town, Tortola
- 旧政府办公楼
- Main大街
- Harney Westwood & Riegels律师事务所
- 女皇陛下监狱
- 旧立法会大楼
- 旧邮局
- Conyers Dill & Pearman律师事务所与Colombian Emeralds公司
- bmobile's公司在英属维尔京的总部
- Main大街的商店